# سيلينة شائعة
السيلينة الشائعة (باللاتينية: Silene vulgaris) نوع نباتي يتبع جنس السيلينة من الفصيلة القرنفلية.

## الموئل والانتشار
موطنها المشرق العربي ووادي النيل والمغرب العربي وكل أوروبا وتركيا. انتشرت أيضًا في الولايات المتحدة ومناطق أخرى.

## مرادفات للاسم العلمي
- (باللاتينية: Behen vulgaris Moench)
- (باللاتينية: Cucubalus behen L.)
- (باللاتينية: Cucubalus latifolius Mill.)
- (باللاتينية: Oberna behen (L.) Ikonn.)
- (باللاتينية: Silene campanulata Saut.)
- (باللاتينية: Silene cucubalus Wibel)
- (باللاتينية: Silene inflata Sm.)
- (باللاتينية: Silene latifolia (Mill.) Britten & Rendle)
- (باللاتينية: Silene oleracea Ficinus, nom. illeg.)
- (باللاتينية: Silene venosa Asch.)
- (باللاتينية: Silene angustifolia subsp. vulgaris Briq., des. inval.)
- (باللاتينية: Silene cucubalus subsp. vulgaris (Moench) Bech.)
- (باللاتينية: Silene cucubalus Wibel subsp. cucubalus)
- (باللاتينية: Silene inflata subsp. vulgaris P. Fourn., des. inval.)
- (باللاتينية: Silene venosa Asch. subsp. venosa)
- (باللاتينية: Silene vulgaris var. maritima)